# Bistriški belič
Bistriški belič (pogovorno tudi bistriški fičnik) je zasebna komplementarna valuta, ki se je začela 14. decembra 2013 v Ilirski Bistrici. Kovance izdaja Primorsko numizmatično društvo iz Ilirske Bistrice. Deli se na 100 fičnikov, tečaj pa je fiksni in sicer 1 belič  = 40 EUR. Oblikovalec vseh kovancev je umetnik Romeo Volk, za računalniško obdelavo pa je zaslužen Matjaž Penko.
Projekt je namenjen povečevanju lokalnega zaposlovanja, podpiranju lokalne kulture in krajšanju prehranske verige.
Srebrniki in medeninasti kovanci so izdelani v kovnici Kremnica na Slovaškem, zlatniki pa v Zlatarni Celje.
Na kovancih je upodobljena ladjica liburna, občinski simbol, in vejice oljke (simbol miru), hrasta (simbol moči in stabilnosti) ter lipe (simbol slovenstva).

## Izdaje
- 14. decembra 2013 je bilo izdanih 200 kosov kovancev za 1 belič (društvena 40-letnica; vsi polirani; 100 v škatlicah, 100 v kartončkih)
- 4. oktobra 2014 je bilo izdanih 175 kovancev za 50 fičnikov (150-letnica narodne čitalnice, 25 v srebru; vsi polirani; srebrniki in 100 medeninastih v škatlicah, 50 v kartončkih)
- 17. decembra 2015 je bilo izdanih 205 kovancev za 50 fičnikov (750-letnica prve pisne omembe Trnovega, 170 v medenini, 45 v srebru, 15 v bakru; vsi polirani razen 20 medeninastih; vsi v škatlicah razen 30 medeninastih; 20 medeninastih nepoliranih v škatlicah in 10 srebrnih je dokovanje, ki je izšlo marca 2016)
- 23. maja 2016 je bilo izdanih 220 kovancev za 25 fičnikov (po 10 poliranih v srebru in bakru, 100 poliranih, 100 nepolirani), 120 kovancev za 50 fičnikov (60 nepolirani in 60 polirani - pomota kovnice, naročenih je bilo 80 nepoliranih in 40 poliranih) in 100 kovancev za 1 belič (60 nepolirani in 40 polirani; 200-letnica šolstva na Bistriškem; po 40 poliranih in po 30 nepoliranih kosov vsakega kovanca je bilo izdanih v kompletu v leseni škatli)
- 18. decembra 2016 je bilo izdanih 80 kovancev za 50 fičnikov (vsi polirani), 60 kovancev za 1 belič (vsi polirani) in 18 kosov za 10 beličev (150-letnica telovadnega društva Ilirski sokol)
- 15. septembra 2017 je bilo izdanih 170 kovancev za 50 fičnikov (vsi polirani, 20 srebro) in 50 kovancev za 1 belič (vsi polirani), 6 kosov za 10 beličev in 1 kos za 20 beličev (70-letnica vrnitve Primorske matični domovini)
- 25. julija 2024 je bilo izdanih 200 kovancev za 50 fičnikov (vsi polirani, 50 srebro), 3 kosi za 10 beličev in 2 za 20 beličev (150-letnica rojstva Antona Žnideršiča)

Skupno 1270 beličev ali 50.800 EUR. Kovanci za 25 in 50 fičnikov so izdelani iz medenine (Cu 90/100 Zn 10/100, razen kjer piše srebro ali baker), kovanci za 1 belič iz srebra (Ag 999/1000) in kovanci za 10 ter 20 beličev iz zlata (Au 900/1000).

## Dimenzije
Kovanci, teža in premer:
- 25 fičnikov, 10 g, 30 mm
- 50 fičnikov, 30 g, 40 mm (srebro)
- 50 fičnikov, 27,5 g, 40 mm (medenina)
- 1 belič, 5 g, 23 mm
- 10 beličev, 3,39 g, 21 mm
- 20 beličev, 6,78 g, 24 mm

## Trgovci
Beliče sprejemajo v plačilo naslednja podjetja iz Ilirske Bistrice:
- Bar Mlečna
- Gostilna in pizzeria Triglav
- Okrepčevalnica pri Perkanu
- Mesarstvo Puc
- Optika Primc
- Urarna Jelka